# Sergei Iossifowitsch Paradschanow

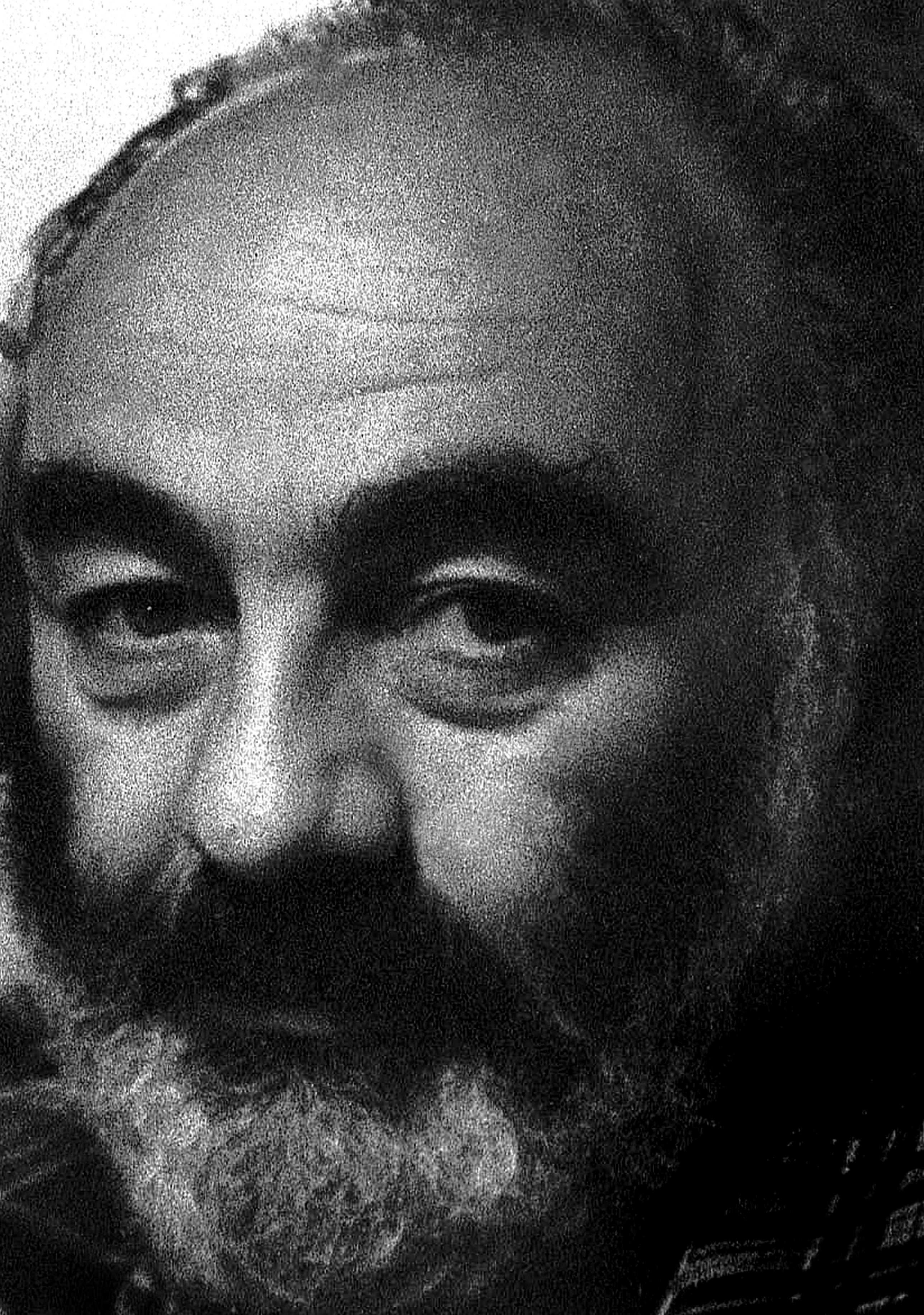
Sergei Paradschanow, 1978. Aufnahme des georgischen Fotografen Juri Mechitow

Sergei Iossifowitsch Paradschanow (gebürtig Sarkis Howsepi Paradschanian; armenisch Սարգիս Հովսեփի Փարաջանյան; georgisch სერგეი (სერგო) ფარაჯანოვი; russisch Сергей Иосифович Параджанов; * 9. Januar 1924 in Tiflis, Georgische SSR, Sowjetunion, heute Tbilisi, Georgien; † 21. Juli 1990 in Jerewan, Sowjetunion, heute Armenien) war ein sowjetischer Filmregisseur armenischer Herkunft. Der „Kinorebell“ war einer der originellsten und gefeiertsten Regisseure des 20. Jahrhunderts. Seine Arbeit spiegelt die ethnische Vielfalt des Kaukasus wider.

## Leben

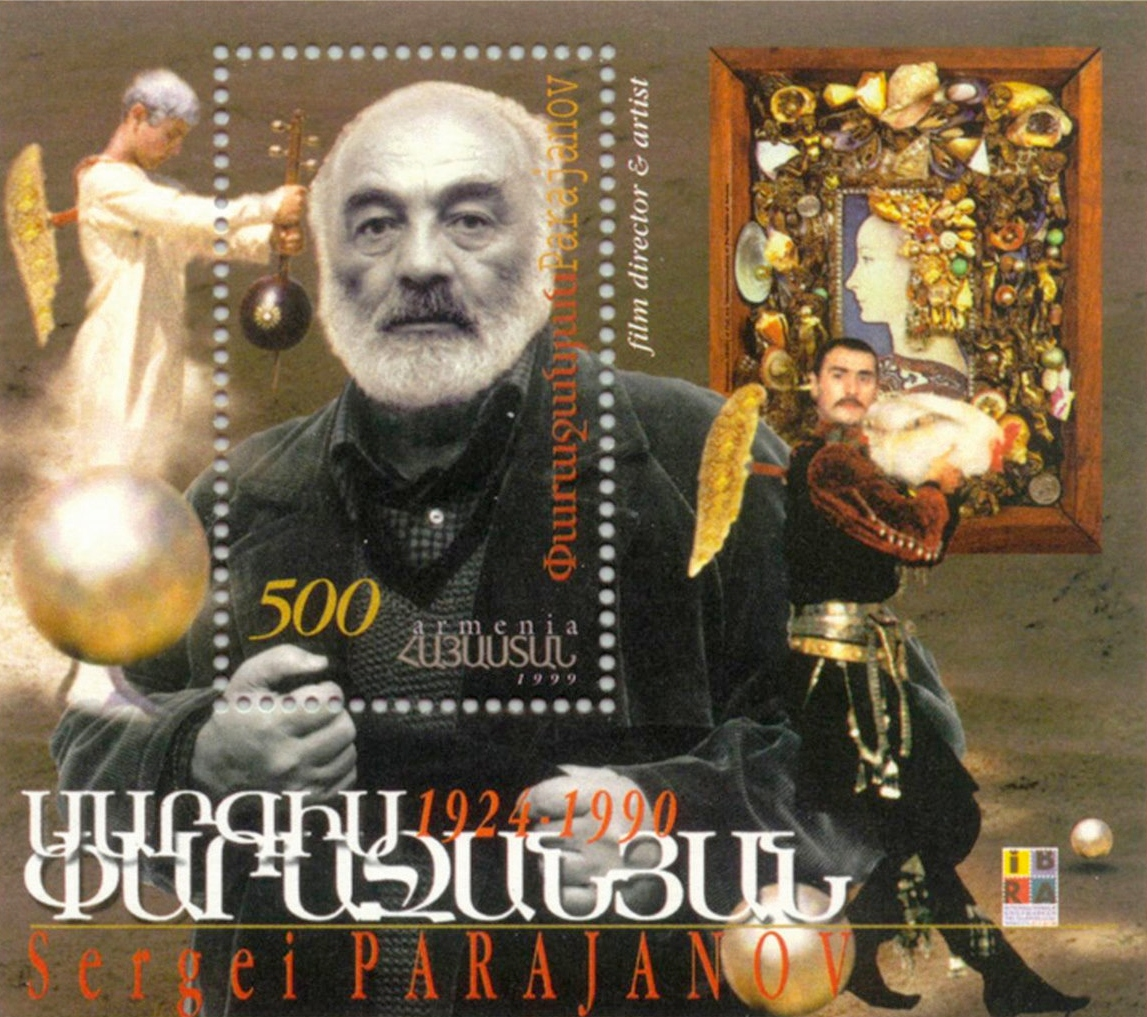
Sergei Paradschanow auf einer armenischen Briefmarke

Er wurde als Sohn des Kaufmanns Josif Paradschanian und dessen Ehefrau Siranusch Bedschanian in Tiflis geboren. 1942 schloss er die Oberschule ab und begann ein Studium an der Hochschule für Eisenbahnwesen. Er verließ die Universität, um Musik und Tanz zu studieren. 1945 schrieb er sich am Staatlichen Filminstitut (WGIK) in Moskau ein, wo die Regisseure Igor Sawtschenko und Oleksandr Dowschenko seine Lehrer waren.
Im Sommer 1948 wurde Paradschanow erstmals wegen des Vorwurfs der Homosexualität verhaftet. Er wurde im Oktober 1948 verurteilt, aber im Dezember wieder freigelassen und konnte sein Studium fortsetzen und 1952 abschließen.
Er wechselte nach Kiew, wo 1952 sein erster Kurzfilm, Moldowskaja skaska, und 1955 sein erster Spielfilm Andriesch entstanden. Der Film Tini sabutych predkiw („Schatten vergessener Ahnen“, 1964) wich deutlich vom staatlich verordneten sozialistischen Realismus ab. Er schilderte eine tragische Liebesgeschichte unter Bergbauern, die von Folklore und Religion bestimmt wird. Seiner visuellen Intensität wegen erregte er internationales Aufsehen. 1965 wurde der Film mit dem Großen Preis des Festival Internacional de Cine de Mar del Plata, des Filmfestivals Rom und dem Preis der British Academy of Film and Television Arts ausgezeichnet.
Bei den Zensoren geriet Paradschanow mit dem Film im Misskredit. Sein Filmprojekt Kiewer Freskos wurde abgebrochen, das Filmmaterial ins Archiv verbannt. 1966 verlegte er seinen Wohnsitz nach Jerewan, produzierte dort einen Dokumentarfilm. 1969 stellte er einen surrealen Spielfilm über den armenischen Troubadour Sayat Nova fertig. Das Werk durfte nicht den vom Regisseur gewählten Namen tragen, musste in Zwet granata (russisch, „Die Farbe des Granatapfels“) geändert werden. Der Regisseur Sergei Jutkewitsch wurde beauftragt, eine ideologisch geglättete russische Sprachversion herzustellen. Trotzdem kam der Film nicht in die Kinos und konnte erst 1984 uraufgeführt werden. Paradschanow reichte den Behörden in der Folgezeit vier weitere Filmskripte ein. Alle wurden von der Zensur abgelehnt.
Am 17. Dezember 1973 wurde er in Kiew verhaftet und im April 1974 wegen Homosexualität, Pornographie und angeblicher „homosexueller Vergewaltigung“ zu fünf Jahren strenger Lagerhaft verurteilt. Die Verurteilung führte zu internationalen Protesten von Künstlern, Schriftstellern und Regisseuren wie Federico Fellini, Roberto Rossellini, Michelangelo Antonioni, Sergio Leone und Michail Wartanow. Der französische Dichter Louis Aragon wurde persönlich beim sowjetischen Staats- und Parteichef Leonid Breschnew vorstellig. Im Lager schuf Paradschanow Collagen und Zeichnungen. Nach vier Jahren wurde er aus der Strafhaft entlassen. Das Arbeitsverbot blieb bis 1984 in Kraft.
Pardaschanow zog nach Tiflis. 1982 wurde er dort wegen angeblicher Beamtenbestechung erneut verhaftet und verbrachte fast ein Jahr in einem georgischen Gefängnis. 1984 wurde das Arbeitsverbot auf Betreiben der georgischen Nomenklatura aufgehoben und Paradschanow durfte wieder Filme drehen. Im gleichen Jahr entstand Ambawi Suramis zichitsa, 1985 folgte ein Dokumentarfilm über den georgischen Maler Niko Pirosmani. In Tiflis wurde eine erste Ausstellung seiner bildenden Kunstwerke eröffnet.
Sein letzter Film Kerib, der Spielmann (Aschugi Qaribi, Aşık Kerib) entstand 1988 in Aserbaidschan nach einer Romanvorlage von Michail Lermontow. Er wurde mit dem Europäischen Filmpreis für die beste Ausstattung ausgezeichnet. Ein autobiografischer Film unter dem Titel The Confession konnte nicht mehr fertiggestellt werden. Das Filmmaterial wurde später Bestandteil einer Dokumentation über das Leben des Filmregisseurs, Parajanov: The Last Spring, die den Preis der Russischen Filmakademie gewann. Paradschanow starb an Krebs.
1991 wurde in Jerewan das ihm gewidmete Sergei Paradschanow Museum eröffnet, das 2016 in die Liste der Schätze der europäischen Filmkultur der Europäischen Filmakademie aufgenommen wurde. Seit 2005 wird auf dem Filmfestival „Goldene Aprikose“ in Jerewan ein nach ihm benannter Preis für das Lebenswerk an international renommierte Regisseure vergeben.
Das Parajanov-Vartanov Institut wurde in Hollywood im Jahr 2010 gegründet.
Im Jahr 2013 verwendet die in Georgien geborene Sängerin Katie Melua Ausschnitte aus dem Film „Die Farbe des Granatapfels“ für das Musikvideo zu ihrem Stück „Love Is A Silent Thief“. Im selben Jahr entstand die Filmbiografie Der Paradschanow-Skandal unter der Regie von Serge Avetikjan und Olena Fetisowa.

## Privates
Im Jahr 1950 heiratete Paradschanow die junge Tatarin Nigjar Kerimowa, die wenig später von Familienangehörigen wegen ihrer Ehe mit einem Christen ermordet wurde. 1956 heiratete er die Ukrainerin Swetlana Schtscherbatjuk (1938–2020), mit der er einen Sohn, Suren (1958–2021), hatte. 1962 ließ er sich scheiden. Sein Neffe Georgi Paradschanow ist ebenfalls Regisseur.

## Zitate
- „Im Tempel des Films gibt es Bilder, Licht und Realität. Sergei Paradschanow war der Meister dieses Tempels.“ (Jean-Luc Godard)[8].
- „‚Die Farbe des Granatapfels‘ von Paradschanow ist nach meiner Auffassung einer der besten zeitgenössischen Filme, der mit Perfektion und Schönheit beeindruckt.“ (Michelangelo Antonioni)[8]
- „Ich erinnere mich der Filme von Sergei Paradschanow, die ich sehr liebe, immer mit großer Dankbarkeit und Vergnügen. Seine Art zu denken, seine paradoxe poetische … Fähigkeit, die Schönheit zu lieben und die Fähigkeit in seiner Vision, absolut frei zu sein.“ (Andrei Tarkowski)[8]

## Audio
- Erinnerungen an Sergei Paradschanow Der Legendenseher,  54.39 Minuten Audio-Version, Deutschlandfunk von Daniel Guthmann, 12. Januar 2024, NDR-Version, WDR-Version

## Filmografie
- 1951: Moldovskaya skazka
- 1954: Andriesh
- 1957: Zolotye ruki
- 1957: Natalya Ushvij
- 1957: Dumka
- 1959: Pervyj paren
- 1961: Ukrainskaya rapsodiya
- 1962: Zwetok na kamne
- 1965: Schatten vergessener Ahnen (Tini zabutych predkiv)
- 1967: Hakob Hovnatanyan
- 1969: Die Farbe des Granatapfels (Sayat Nova)
- 1985: Die Legende der Festung Suram (Ambawi Suramis tsichisa)
- 1985: Arabeskebi Pirosmanis temaze
- 1988: Kerib, der Spielmann (Ashugi Quaribi oder Ashik-Kerib)
- 1990: Confession